# Boutokaan Kiribati Moa Party
Il Boutokaan Kiribati Moa Party (BKM) è un partito politico gilbertese fondato nel 2020 dalla fusione del Boutokaan te koaua e del Kiribati Moa Party.
Il BKM presenta un candidato, Banuera Berina, all'elezione presidenziale dopo aver vinto le elezioni politiche del 2020 con 22 seggi su 45 alla Maneaba ni Maungatabu.

## Storia
Il partito nasce nel maggio 2020, dopo la fusione dei partiti Boutokaan te koaua con il Kiribati Moa Party in seguito alla decisione del governo di tagliare i legami diplomatici con Taiwan a favore di rapporti più stretti con la Cina. Il 22 maggio 2020, alla prima riunione della Maneaba ni Maungatabu, il BKM nomina Banuera Berina come candidato alle elezioni presidenziali.